# ヘニング・フォークト
ヘニング・フォークト（Henning Vogt、1972年 - ）は、ドイツの俳優。

## 出演作品
- 小さな魔法使いと秘密の城 リトル・ウィッチ2